# اول شخص مفرد (مجموعه داستان)
اول شخص مفرد مجموعه‌ای از هشت داستان به قلم هاروکی موراکامی، نویسندهٔ ژاپنی است. این کتاب ابتدا در سال ۲۰۲۰ منتشر شد. همان‌طور که از عنوان مشخص است، تمام داستان‌ها به زبان اول‌شخص مفرد روایت می‌شوند.

## فهرست داستان‌ها
- خامه
- بر بالین سنگی
- چارلی پارکر بوسا نووا می‌نوازد
- با بیتلز
- اعترافات میمون شیناگاوایی
- کارناوال
- مجموعه‌اشعار یاکولت سوالوز
- اول شخص مفرد

## سبک و مضامین
همان‌طور که از عنوان مجموعه مشخص است، تمام هشت داستان به زبان اول‌شخص مفرد روایت می‌شوند. تمام داستان‌ها خیالی هستند، اما در بعضی موارد مثل «مجموعه‌اشعار یاکولت سوالوز» مرز میان خیال و واقعیت تا حدی محو می‌شود. راویان تمام داستان‌ها مردانی میانسال هستند که از خاطرات گذشته‌شان می‌گویند. به‌جز راوی «مجموعه‌اشعار یاکولت سوالوز» که «هاروکی موراکامی» است، بقیهٔ راویان ناشناس می‌مانند. استفادهٔ مداوم از روایت اول‌شخص مفرد باعث شده بعضی منتقدان گمانه‌زنی کنند که راویان در واقع یک نفرند. اتفاقاً با علاقه‌ای که به موسیقی جاز و بیسبال دارند تا حد زیادی به خود موراکامی شبیه‌اند.
داستان‌ها مشتمل بر تأملاتی فلسفی درباب عشق، تنهایی، انزوا، پیری، زمان و خاطرات هستند. بعضی درون‌مایه‌ها همچون دلتنگی وجودی و موسیقی، به‌خصوص کلاسیک، جاز و بیتلز، پیوسته در داستان‌ها تکرار می‌شود. موراکامی در بعضی از داستان‌ها، از جمله «چارلی پارکر بوسا نووا می‌نوازد» و «اعترافات میمون شیناگاوایی»، از رئالیسم جادویی همیشگی خود نیز استفاده می‌کند.

## بازخورد انتقادی
پابلیشرز ویکلی این مجموعه را «گواهی بر استعداد و خلاقیت ماندگار موراکامی» خواند و نوشت «استعداد موراکامی در رئالیسم جادوییِ تأمل‌برانگیز و پرابهام» در داستان‌های «چارلی پارکر بوسا نووا می‌نوازد» و «اعترافات میمون شیناگاوایی» به‌خوبی به چشم می‌آید. کرکس ریویو نیز این اثر را «کتابی لازم برای کتابخانهٔ همهٔ طرفداران موراکامی» خواند.